# Rafał Kumorowski
Rafał Kumorowski (né le 4 mars 1981) est un coureur cycliste polonais, spécialiste du vélo trial. Il a notamment gagné quatre médailles mondiales dont un titre en 2001, et quatre médailles aux championnats d'Europe dont un titre en 2008.

## Palmarès en VTT

### Championnats du monde
- Cartagena 1998
  -  Médaillé d'argent du trial 20 pouces juniors
- Avoriaz 1999
  -  Champion du monde du trial 26 pouces juniors
  -  Médaillé de bronze du trial 20 pouces juniors
- Vail 2001
  -  Champion du monde du trial 20 pouces
- Les Gets 2004
  -  Médaillé de bronze du trial 20 pouces
- Val di Sole 2008
  -  Médaillé d'argent du trial 20 pouces
- Canberra 2009
  -  Médaillé d'argent du trial 20 pouces

### Coupe du monde
- Coupe du monde de VTT trial 20 pouces : deuxième du classement général en 2006, 2007 et 2009, troisième en 2002 et 2003

### Championnats d'Europe
- Kluisbergen 2005
  -  Médaillé de bronze du trial 26 pouces
- Heubach  2008
  -  Champion d'Europe du trial 20 pouces
- Zoetermeer  2009
  -  Médaillé de bronze du trial 20 pouces
- Melsungen  2010
  -  Médaillé de bronze du trial 20 pouces